# Saint-Pierre-de-Chérennes
Saint-Pierre-de-Chérennes este o comună în departamentul Isère din sud-estul Franței. În 2009 avea o populație de 469 de locuitori.

## Evoluția populației
| An        | 1975 | 1982 | 1990 | 1999 | 2006 | 2009 |
| --------- | ---- | ---- | ---- | ---- | ---- | ---- |
| Populație | 182  | 235  | 278  | 355  | 448  | 469  |